# Das Ritual (1987)
Das Ritual (Originaltitel: The Believers) ist ein US-amerikanischer Horrorfilm aus dem Jahr 1987. Regie führte John Schlesinger, das Drehbuch schrieb Mark Frost anhand eines Romans von Nicholas Conde. Martin Sheen kommt in der Rolle des Polizeipsychiaters Cal Jamison einer Voodoo-Sekte auf die Spur, die auch vor Mord nicht zurückschreckt.

## Handlung
Cal Jamison arbeitet für die Polizei als Psychiater. Er zieht nach einem tödlichen Haushaltsunfall seiner Frau mit seinem Sohn Chris nach New York City, wo er bei der Aufklärung der Ritualmorde an zwei Jugendlichen sowie dem Selbstmord eines Polizisten helfen soll. Jamison glaubt an einen Zusammenhang mit dem Santería-Kult. Er ermittelt in der Szene.
Cals Lebensgefährtin Jessica ist mittlerweile von einem Sekten-Priester durch einen vergifteten Puderschwamm zur Besessenen gemacht worden, kann aber im Krankenhaus gerettet werden.
Jamison schickt Chris mit Bekannten aufs Land, die ihn jedoch verraten und selbst Sektenanhänger sind. Schließlich fährt Cal mit seinem Freund Marty zu ihnen. Die Kultanhänger versuchen, Jamison dazu zu bewegen, Chris zu opfern, um ein bestimmtes Ritual zu vollenden. Alle Sektenmitglieder haben früher zur eigenen „Befreiung“ ebenfalls ihren ältesten Sohn geopfert.
Um dem Ritual zu folgen, soll Cal selbst seinen Sohn töten. Bei der Opferzeremonie in einer alten Fabrik holt er mit dem Messer aus, ersticht jedoch stattdessen einen Sektenanhänger. Hier taucht Marty mit einer Pistole wieder auf und gemeinsam kämpfen sie gegen die Sektenanhänger. Beim Showdown ersticht er einen der Anführer, um mit seinem Sohn zu fliehen.
Das Ende des Films zeigt Cal mit seiner inzwischen hochschwangeren Frau Jessica und seinem Sohn Chris. Sie leben auf einer alten Ranch auf dem Land. Eines Tages entdeckt er zu seinem Entsetzen in der Scheune einen Santería-Altar mit einer geopferten Ziege und anderen Tieren. Jessica kommt dazu und gesteht ihm, dass sie es war.

## Kritiken
Der Filmdienst schrieb, der Thriller sei „anfangs geschickt aufgebaut“. Er gleite jedoch „durch Schockeffekte und die ernstgemeinte Darstellung der Voodoo-Magie in einen lächerlichen okkulten Horrorfilm ab“.
Die Zeitschrift Cinema schrieb, „Regisseur John Schlesinger („Asphalt Cowboy“) nimmt das Thema ernst und liefert mehr als exotisches Kasperletheater. Fazit: Kein Hokuspokus, sondern echt verstörend“.

## Auszeichnungen
Harley Cross wurde im Jahr 1988 für den Young Artist Award nominiert.
Die Deutsche Film- und Medienbewertung FBW in Wiesbaden verlieh dem Film das Prädikat wertvoll.

## Hintergründe
Der Film beruht auf dem Roman The Religion, einem Horrorthriller aus dem Jahr 1982 von Robert Stuart Nathan und einem unbekannten Mitautor, veröffentlicht unter dem Pseudonym Nicholas Condé. Gedreht wurde im Sommer 1986 in Toronto und New York City. Er spielte in den Kinos der USA ca. 18,75 Millionen US-Dollar ein.
1988 wurde der Film indiziert, 2004 dann aber wieder vom Index gestrichen. Im Jahr 2013 ist er dann neu geprüft worden und erhielt ungeschnitten die Freigabe ab 16 Jahren.